# Leptochilus ellipticus
Leptochilus ellipticus là một loài thực vật có mạch trong họ Polypodiaceae. Loài này được (Thunb.) Noot. miêu tả khoa học đầu tiên năm 1997.